# Prorodes camofelica
Prorodes camofelica is een vlinder van de familie van de grasmotten (Crambidae). De wetenschappelijke naam van deze soort is voor het eerst voorgesteld door Jagbir Singh Kirti en Birpal Kaur in een publicatie uit 2009.

## Etymologie
De soort kreeg zijn naam doordat deze zeer sterk verwant is met de Prorodes mimica en het woord camouflage.

## Verspreidingsgebied
De soort komt voor in India (Assam, Meghalaya).